# Obershagen
Obershagen ist ein Hagenhufendorf und eine Ortschaft der Gemeinde Uetze in der niedersächsischen Region Hannover.

## Geografie
Obershagen liegt etwa 30 km östlich von Hannover an der Landesstraße 413 zwischen Weferlingsen und Hänigsen und an der Burgdorfer Aue.

## Geschichte

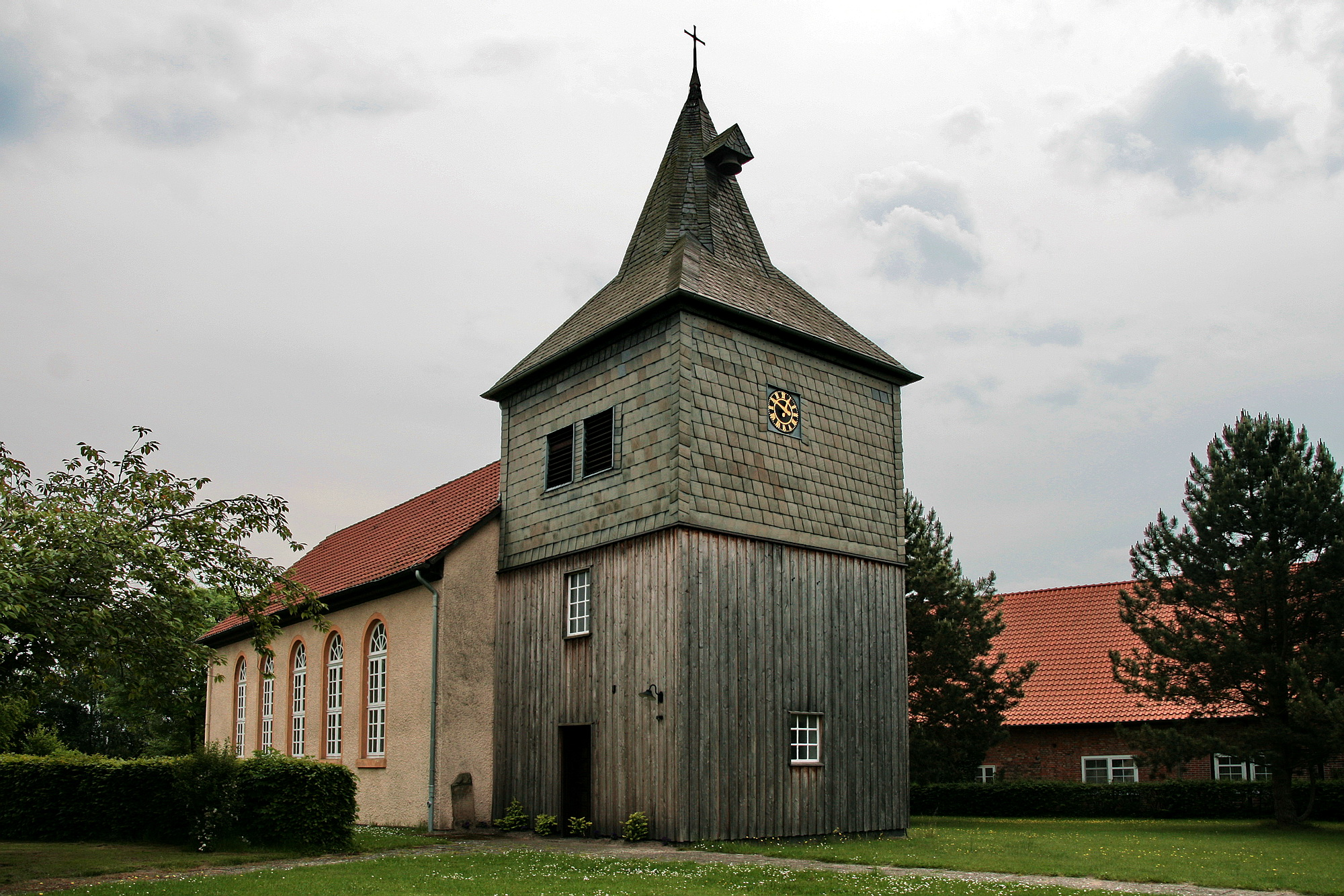
St.-Nicolai-Kirche

Das Dorf wurde 1249 erstmals urkundlich erwähnt. Namensschreibweisen des Dorfes im 14. Jahrhundert waren „Obergeshagen“ und „Obergheshagen“.
Der Name oder die Endsilbe Hagen findet sich häufig in Niedersachsen, Westfalen und in den von diesen besiedelten mecklenburgischen Gebieten. Hag leitet sich vom germanischen haga oder hagaz ab und bedeutet Umzäunung, oder Gehege. Es bedeutet auch Schutz wie in hegen und behaglich. Ein Hag war ein von Hecken eingehegtes, eingefriedetes Gelände. Der mittelniederdeutsche Wortbestandteil -ha(a)g(en) in Flur- oder Ortsnamen deutet auf eine solche Siedlungsform hin.
Im Jahre 1589 suchte Hermann Quenenburg, der über 30 Jahre als Pastor zu Obershagen gewirkt und „weil ihne der liebe Gott, mit vielen Kindern gesegnet hette“, bei seinem gnädigen Fürsten und Herrn in Celle um eine „Stette“ zu Obershagen nach, „darauff er eine Wohnung bawen unnd anrichten lassen wolte“. Darauf befahlen die Statthalter und Räte dem Amtmann zu Burgdorf, Niclas Wenigel, auf der fürstlichen Kanzlei zu Celle, er sollte „die Sembtlichen Leutte zum Obergeßhagen“ bereden, dass sie dem Pastor einen Hofplatz ausweisen würden. Die Obershagener willigten ein, und Pastor Quenenburg erhielt einen Platz unweit des Schlagbaumes in Richtung Weferlingsen, „so in die breide 42 Schuehe Lang ist“, ausgewiesen. Nun kam es, dass der Pastor sein erbautes Haus verkaufen wollte, und zwar an einen „wildt frembden“, die Obershagener aber das Erstkaufrecht forderten. Schließlich wurde aber festgestellt, dass dem Pastor und seinen Nachkommen frei stehen sollte, sein Haus zu verkaufen, und so wurde es „Freittags nach Catharinen, Ao 1589“ in dem Amtbuch zu Burgdorf verzeichnet. Als die Obershagener im Jahre 1590 aufgefordert wurden, dem Pastor auf seine Bitte hin für sein Gebäude Holz zu liefern, entgegneten sie, dass sie gar keine eigene Holzung hätten, sondern mit anderen im Hänigser Bruch Holz hauen würden. Als der Pastor im Jahre 1593 starb, verkaufte seine nachgelassene Witwe die Hausstätte für 100 Gulden an Tile Roden.
Im Jahr 1626 starben 50 Menschen an der Pest. Im Jahr 1690 wurde den Obershagenern die Holzkohlenherstellung, eine ihrer Haupteinnahmequellen, untersagt. 1710 wurde den Einwohnern das Abhalten von Schützenfesten untersagt. 1778 wurden die Obershagener Bauern zur Erhaltung des Schlossgebäudes in Burgdorf verpflichtet.
Im Jahr 1840 einigten sich die Ortschaften Obershagen und Hänigsen auf eine Gemarkungsgrenze, in den vorherigen Jahrhunderten hatte es häufig Streitigkeiten wegen des Weiderechts oder der Waldnutzung gegeben. 1844 wurde die neue, im klassizistischen Stil erbaute Kirche geweiht.
Die Firma P. Furtwängler & Hammer baute 1894 eine inzwischen denkmalgeschützte Orgel (I+P/10) in der St.-Nicolai-Kirche ein. Die Freiwillige Feuerwehr Obershagen wurde im Jahr 1903 gegründet. Im Jahr 1910 wurde das neue Pfarrhaus gebaut. Am 11. Januar 1913 entstand kurz nach 5 Uhr in dem Wohnhaus der Witwe Thiele Feuer. Bei der Gelegenheit wurde auch gleich das angrenzende Haus des Maurers Schwedhelm mit eingeäschert.
Im Jahr 1922 erhielt Obershagen erstmals elektrischen Stromanschluss. In den Jahren 1928 und 1929 wurde die Burgdorfer Aue begradigt.
Die Einweihung der Friedhofskapelle erfolgte im Jahr 1937, die Gründung des Schützenvereins ein Jahr später. 1951 wurde ein Kalksandsteinwerk gegründet. Das neue Schulgebäude wurde 1958 eröffnet, das neue Feuerwehrhaus im Jahr 1968. Der neue Sportplatz wurde 1974 eingeweiht. Im Jahr 1999 fand die 750-Jahr-Feier der evangelischen St.-Nicolai-Kirche statt. Für das Jahr 2007 ist die Schließung der Grundschule beschlossen worden. Seit dem 1. September 2008 befindet sich dort die Kita Auezwerge Obershagen.
Obershagen war früher ein reines Bauerndorf und wird heute überwiegend von Pendlern bewohnt.

### Eingemeindungen
Im Zuge der Gebietsreform in Niedersachsen, die am 1. März 1974 stattfand, wurde die zuvor selbständige Gemeinde Obershagen in die Gemeinde Uetze eingegliedert.

### Einwohnerentwicklung
- 1961: 834 Einwohner[6]
- 1970: 761 Einwohner
- 2007: 912 Einwohner
- 2013: 907 Einwohner
- 2014: 922 Einwohner[7]
- 2016: 975 Einwohner[1]
- 2017: 1048 Einwohner[1]

## Politik

### Ortsrat
Der Ortsrat von Obershagen setzt sich aus fünf Ratsherren folgender Parteien zusammen:
- CDU: 3 Sitze
- SPD: 2 Sitze

(Stand: Kommunalwahl 11. September 2016)

### Ortsbürgermeister
Ortsbürgermeister ist Andreas Staas (CDU).

### Wappen
Der Entwurf des Kommunalwappens von Obershagen stammt von dem Heraldiker und Wappenmaler Gustav Völker, der zahlreiche Wappen in der Region Hannover erschaffen hat. Die Genehmigung des Wappens wurde durch den Regierungspräsidenten in Lüneburg am 29. September 1960 erteilt.
| Wappen von Obershagen | Blasonierung: „In Grün eine goldene Glocke, belegt mit einem durch Herzblätter gekrönten „O“ über zwei gekreuzten Schwertern, begleitet rechts von einem goldenen Eichenblatt, links von einer goldenen Ähre.“ |
| Wappen von Obershagen | Wappenbegründung: In der Kirche befindet sich eine etwa 800 Jahre alte Glocke, die zu den ältesten Kirchenglocken des Landes Niedersachsen gehört. Die Glocke trägt als Verzierung ein von drei Herzblättern gekröntes „O“ und zwei gekreuzte Schwerter. Hierbei handelt es sich wahrscheinlich um das Wappen einer Familie Oberg, die der Kirche die Glocke einst gestiftet haben wird. Auch der Name dieser Familie wird mit dem Namen der Gemeinde im Zusammenhang stehen. Eichenblatt und Ähre deuten an, dass Obershagen ein altes Bauerndorf ist, dessen Höfe im Schutz vieler starker Eichen liegen. |

## Kultur und Sehenswürdigkeiten

### Bauwerke
- Die dem heiligen Nicolaus gewidmete Kirche wurde bereits 1249 geweiht.[10]
- Ein gebürtiger Obershäger vom „Scheckerschen Hof“, der sehr skurril und belustigend war, diente als Vorlage für die bekannte Romanfigur Onkel Bräsig des mecklenburgischen Schriftstellers Fritz Reuter.

### Fotogalerie

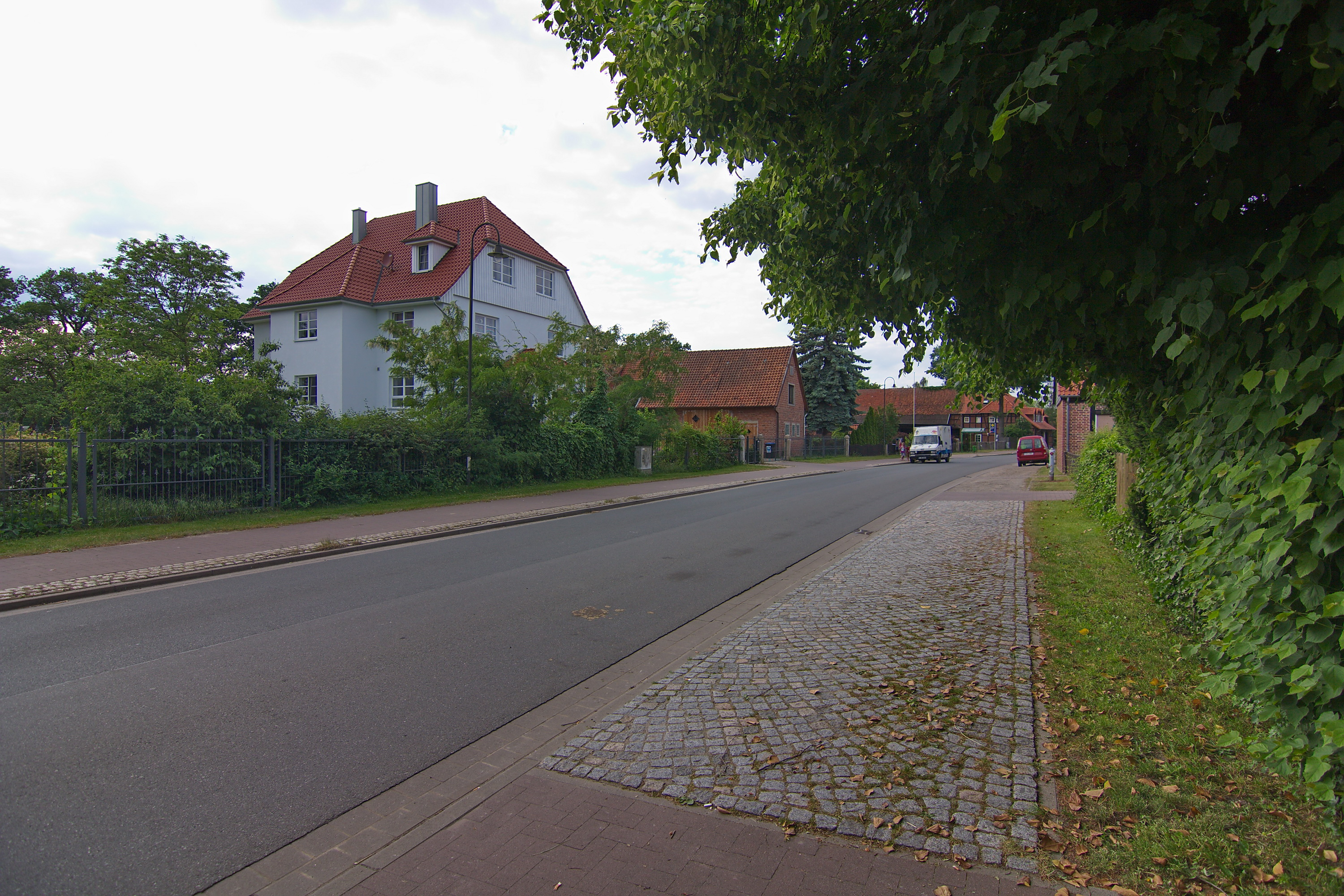
Ortsblick
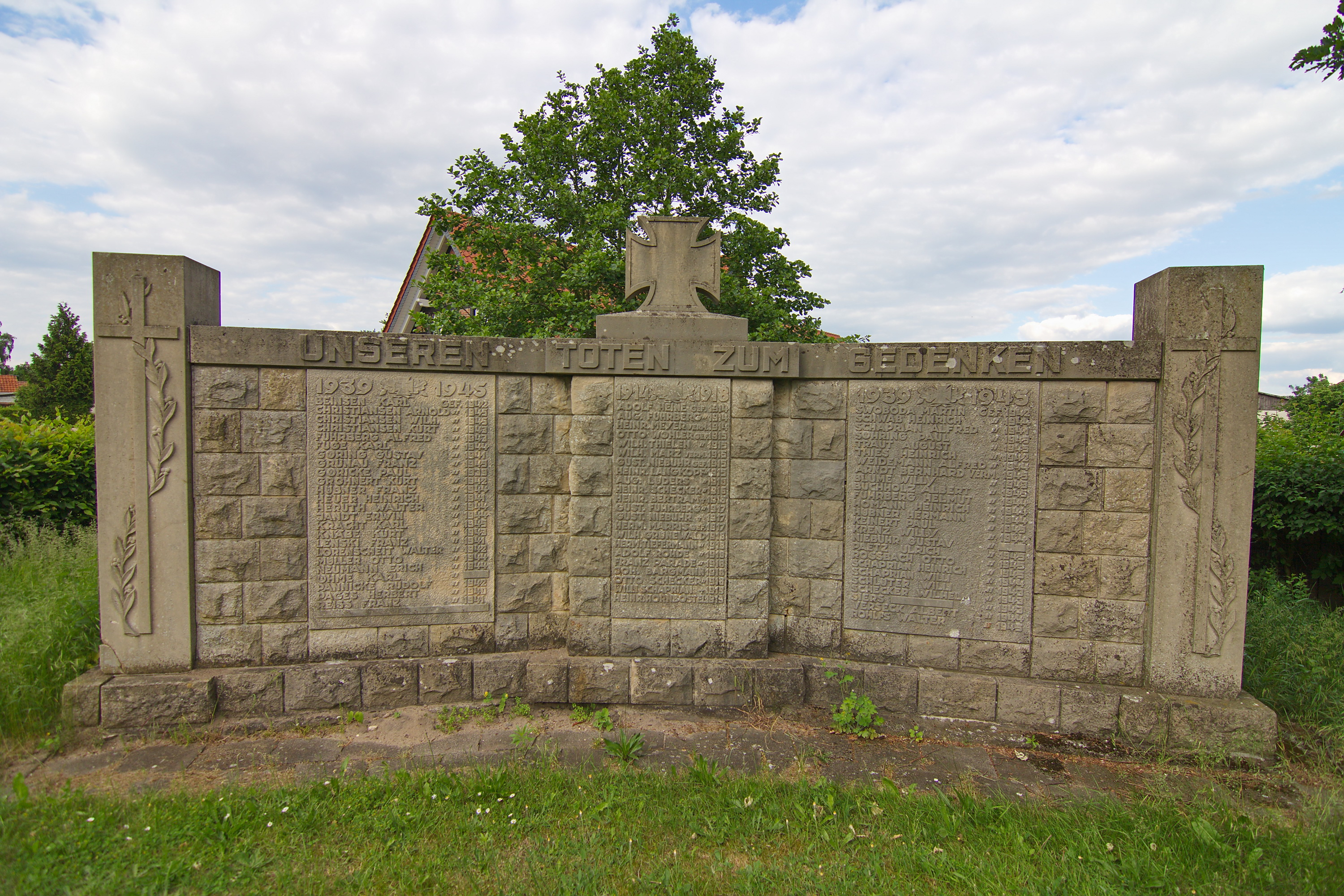
Kriegerdenkmal
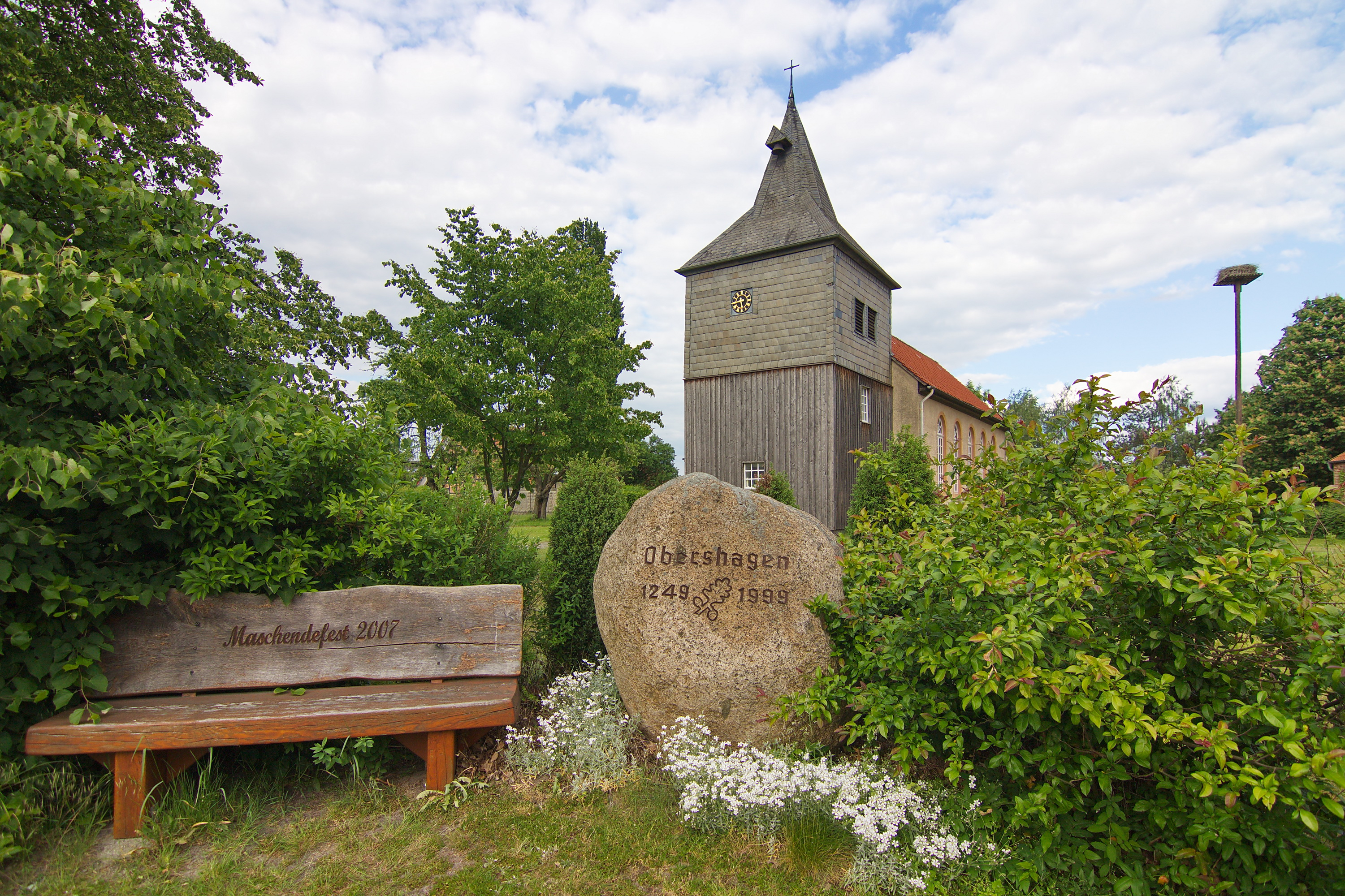
Gedenkstein
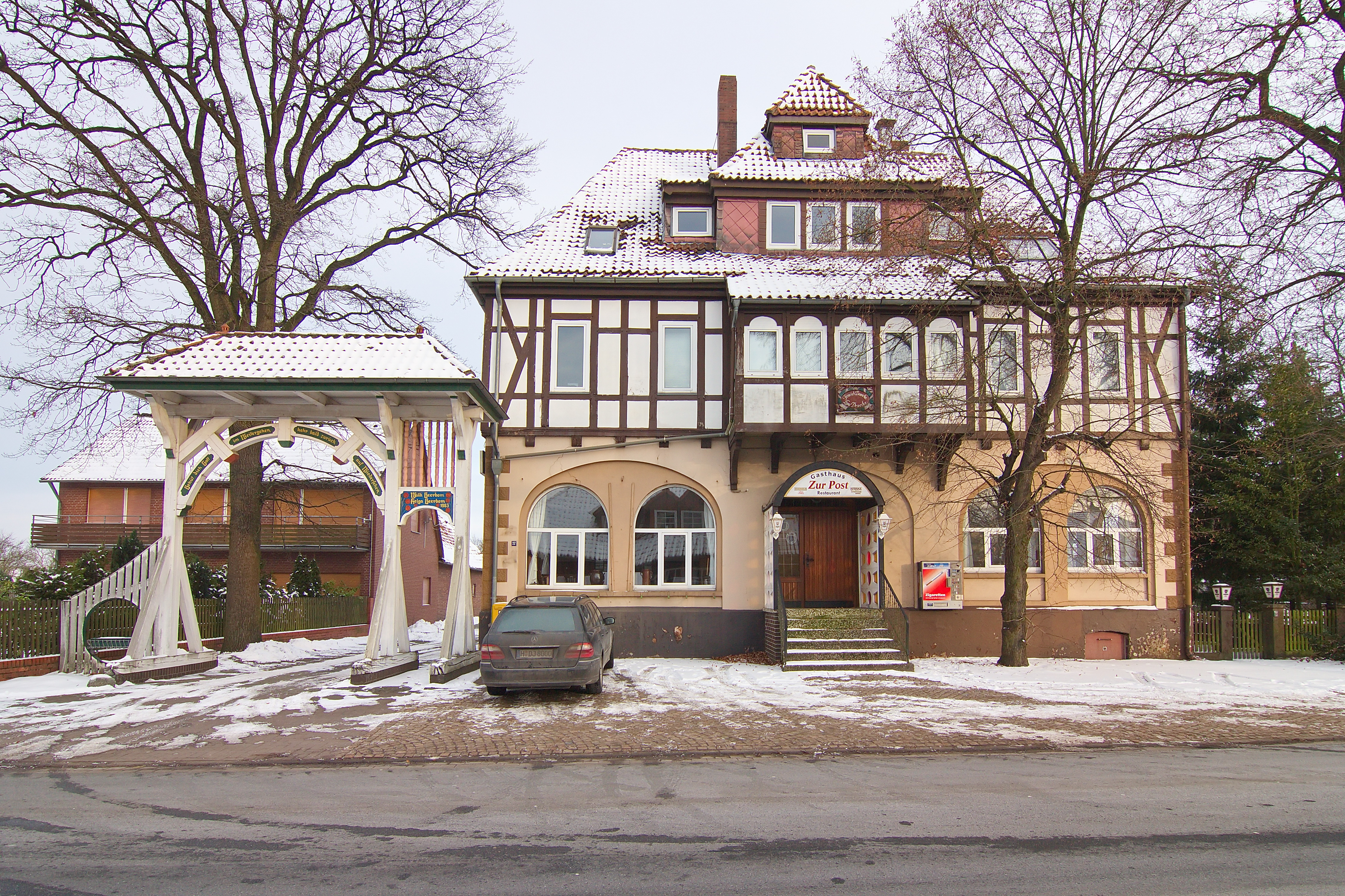
Gasthaus „Zur Post“

## Persönlichkeiten
Söhne und Töchter des Ortes
- Natalie Baring (1835–nach 1899), Schriftstellerin
- Paul Althaus (1888–1966), lutherischer Theologe